# San Andrés (distrito)
San Andrés é um dos oito distritos que formam a província de Pisco, pertencente a região de Ica, sul do Peru.
San Andrés possui uma população de 14.134 habitantes (estimativa 2005) e uma área de 39,45 km², perfazendo uma densidade demográfica de 258,3 hab./km².
Alcalde (2007-2010): Juan Enrique Vergara Matta

## Transporte
O distrito de San Andrés é servido pela seguinte rodovia:
- PE-1SF, que liga o distrito de Pisco à cidade de Paracas
- PE-1SE, que liga o distrito de Chincha Alta à cidade de Paracas
- PE-1S, que liga o distrito de Lima (Província de Lima à cidade de Tacna (Região de Tacna - Posto La Concordia (Fronteira Chile-Peru) - e a rodovia chilena Ruta CH-5 (Rodovia Pan-Americana) [1][2][3]